# David Stockdale
David Stockdale (* 20. September 1985 in Leeds) ist ein englischer Fußballtorhüter. Seit 2023 steht er in Diensten von York City.

## Karriere

### York City
Stockdale begann seine Karriere in der Jugendabteilung von Huddersfield Town und wechselte im Jahr 2000 in die Jugend von York City. Er debütierte am 3. Mai 2003 im Spiel gegen Oxford United für York, als er zur Halbzeit für Michael Ingham eingewechselt wurde. Bis zum Jahr 2006 absolvierte er 23 weitere Spiele für York, inklusive zweier Leihgeschäfte zu FC Wakefield und Worksop Town.

### FC Darlington und FC Fulham
Am 1. August 2006 unterzeichnete er einen Einjahresvertrag bei League-Two-Verein FC Darlington. Nach einer starken Saison 2006/07 erhielt er einen Folgevertrag bis 2008. Im April 2008 waren mehrere englische Erstligisten an Stockdale interessiert, darunter auch Newcastle United und Birmingham City. Den Zuschlag erhielt letztendlich der FC Fulham, bei dem Stockdale einen Zweijahresvertrag unterzeichnete. Direkt nach seiner Verpflichtung lieh Fulham ihn an den Zweitligisten Rotherham United aus. Sein Debüt für Rotherham absolvierte er im Ligaspiel gegen Bradford City. In seinem zweiten Spiel gegen Exeter City hielt er einen Elfmeter gegen Ben Watson. Sein Debüt für Fulham gab er am 13. September 2009 beim 2:1-Sieg gegen den FC Everton. In dieser Saison kam er immer dann zum Einsatz, wenn der Stammtorhüter Mark Schwarzer verletzt oder anderweitig verhindert war. Bis zum Jahr 2013 wurde Stockdale noch viermal an andere englische Vereine (Leicester City, Plymouth Argyle, Ipswich Town und Hull City) ausgeliehen. Als Felix Magath im Februar 2014 als neuer Trainer in Fulham verpflichtet wurde, war Stockdale als Nummer eins im Tor vor Maarten Stekelenburg gesetzt. Den Abstieg in aus der Premier League konnte er in dieser Saison allerdings auch in nicht verhindern.

### Brighton & Hove Albion und Birmingham City
Im Juli 2014 wechselte Stockdale zum Zweitligisten Brighton & Hove Albion. Er unterzeichnete einen Dreijahresvertrag. Für den Verein aus dem südenglischen Brighton agierte er in drei Spielzeiten als Stammtorhüter und stieg in der EFL Championship 2016/17 mit seinem Team in die Premier League auf. Nach dem Aufstieg entschied er sich gegen eine Verlängerung seines auslaufenden Vertrages und unterschrieb stattdessen im Juni 2017 einen Dreijahresvertrag beim Zweitligisten Birmingham City. Nach 36 Spielen in der Saison 2017/18 verlor er in der Folge seinen Stammplatz im Tor von Birmingham und wurde mehrfach ausgeliehen.

### Wycombe Wanderers und Sheffield Wednesday
Anfang September 2020 wechselte Stockdale ablösefrei zum Zweitliga-Aufsteiger Wycombe Wanderers. Für seine Mannschaft absolvierte er 17 Spiele in der EFL Championship 2020/21 und stieg mit Wycombe wieder in die dritte Liga ab. In der anschließenden Spielzeit kam er in allen 46 Ligapartien zum Einsatz und verfehlte erst im Finale der Play-offs durch ein 0:2 gegen den AFC Sunderland den Aufstieg. Im Juni 2022 unterschrieb er beim ebenfalls in der dritten Liga spielenden Verein Sheffield Wednesday.

### Rückkehr nach York City
Nach einem Jahr in Sheffield kehrte er im Sommer 2023 zu York City zurück.